# Plagiostachys sumatrensis
Plagiostachys sumatrensis là một loài thực vật có hoa trong họ Gừng. Loài này được Ridl. miêu tả khoa học đầu tiên năm 1926.